# Tuniberg
El monte Tuniberg en la región de Brisgovia en Baden-Wurtemberg, Alemania, es una elevación de caliza del período geológico del Jurásico que más tarde fue cubierta por un abrigo enorme de loess (alrededor del 90 %). Con una altura de 314 metros se eleva solo ligeramente por encima de la llanura baja del Rin Superior, que aquí está aproximadamente a 190 metros sobre el nivel del mar. El Tuniberg tiene una extensión norte-sur de unos nueve kilómetros y una extensión este-oeste de tres kilómetros.

## Sendero de Borgoña
El nombre de «Sendero de Borgoña» (Burgunderpfad) hace referencia al vino prensado de las uvas de Borgoña que se cultivan en los viñedos del Tuniberg. Se trata de un sendero informativo de pequeño recorrido, que comienza al lado de la capilla de Erentrudis de Munzingen cerca de dos paradas de autobús y va hasta la estación de tren de Hugstetten (March), aunque también es accesible fácilmente desde otras paradas cercanas de medios de transporte público, así que son siempre posibles paseos cortos. A lo largo de la ruta diversos letreros educativos con dibujos humorísticos de Peter Gaymann informan a los excursionistas sobre diversos temas de la viticultura, el agua que es un bien protegido en la llanura del Dreisam, así como de especies raras de la flora y fauna del Tuniberg. Además hay muchos lugares que ofrecen una buena vista de los alrededores. La ruta fue inaugurada el 13 de mayo de 2010 (jueves de la Ascensión de Jesús que en Alemania es también el día del padre y a la vez tradicionalmente un día de excursión apto para el paseo inaugural).